# Luppa (Radibor)

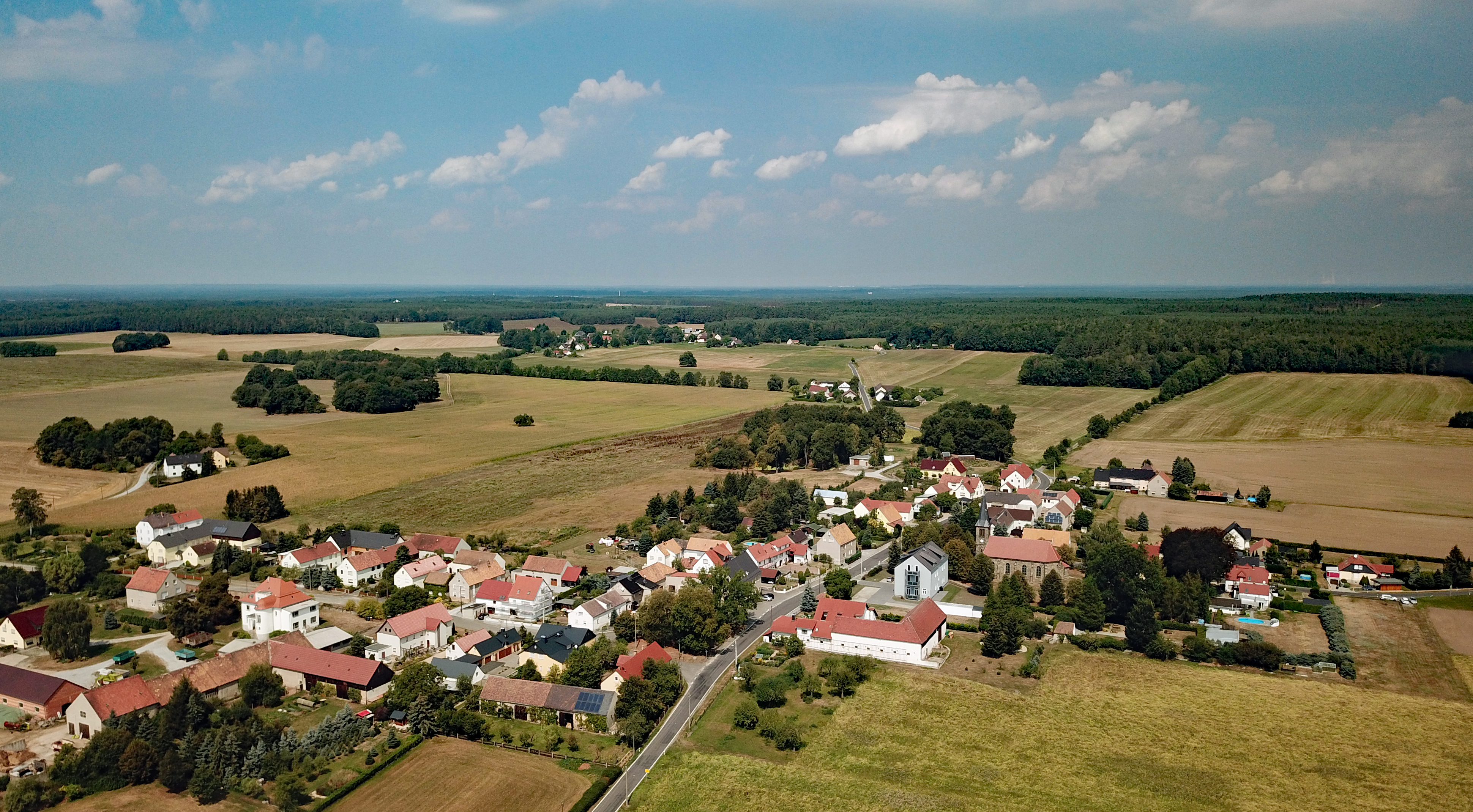
Luftbild

Luppa, obersorbisch Łupojⓘ, ist ein Dorf in der Gemeinde Radibor. Es gehört zum Landkreis Bautzen in Sachsen und zählt zum offiziellen sorbischen Siedlungsgebiet in der Oberlausitz.

## Geographie
Das Dorf liegt drei Kilometer nördlich von Radibor. Zur Kreisstadt Bautzen sowie zur Autobahn A4 sind es zwölf Kilometer. Die Bundesstraße 96 ist fünf Kilometer entfernt. Der nächstgelegene Ort ist Neu-Brohna ca. 500 Meter südlich. Im Norden befindet sich ein großes zusammenhängendes Waldgebiet. Im Westen gibt es mehrere kleine Teiche.

## Geschichte

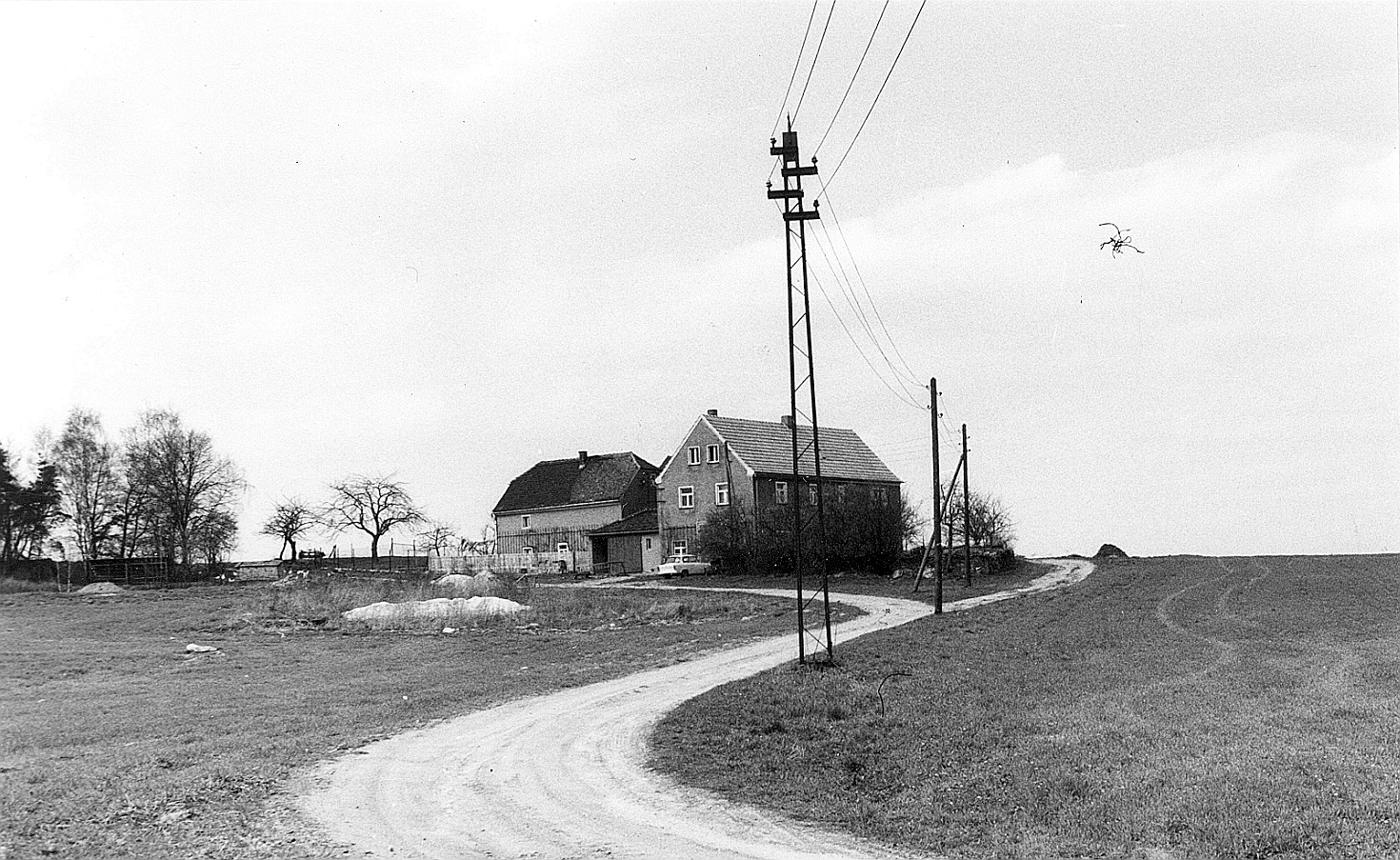
Das ehemalige Windmühlengehöft

Die älteste schriftliche Nennung des Ortes stammt aus dem Jahr 1419. Im 16. Jahrhundert wurde ein Kreuzstein auf dem Dorfplatz errichtet. Nach dem Dreißigjährigen Krieg ist eine Windmühle erbaut worden. Eine Tierseuche im Jahre 1759 wirkte sich auf den landwirtschaftlich-bäuerlich geprägten Ort verheerend aus. Im Zuge der Befreiungskriege zogen 1813 sowohl französische als auch russische Truppen durch den Ort.
Das Rittergut gehörte im 16. Jahrhundert der Familie von Baudissin und erlebte dann viele Besitzerwechsel. So besaßen es die Familien von Minkwitz, von Nostitz, von Watzdorf und von Schönberg. 1771 kam es in den Besitz der Grafen von Einsiedel. Nachdem das Herrenhaus 1874 abgebrannt war, wurde es unter Curt Heinrich Ernst Graf von Einsiedel wieder aufgebaut, aber schließlich infolge von Verschuldung verkauft. Unter Heinrich Golde wurde zwischen 1916 und 1919 ein grundlegender Umbau vorgenommen, dem jedoch wiederum eine Versteigerung folgte. Ab 1926 besaß Hermann König das Herrenhaus für vier Jahre, danach kam es an den Luppaer Spar- und Darlehenskassenverein. Der Großteil der Landwirtschaftsflächen wurde daraufhin an Dorfbewohner verkauft und das Rittergut nach und nach zerstückelt.
Eine Schule ist 1839 errichtet worden; der Schulbetrieb wurde bis zum Jahr 1954 aufrechterhalten. Im selben Jahr entstand die Gemeinde Luppa, die bis 1994 Bestand haben sollte. Durch einen Großbrand im Jahr 1874 brannten fünf Bauernhöfe nieder. Da es zu dieser Zeit keine Feuerwehr gab und die meisten Häuser Schilfdächer hatten, war der Schaden beträchtlich. Erst 1924 wurde die Freiwillige Feuerwehr gegründet. Eine Dorfkirche ist im Jahr 1879 errichtet worden; für die relativ kleine Einwohnerzahl des Ortes ist es eine erstaunlich große Kirche. Bei der Gemeindegebietsreform am 1. Januar 1994 löste sich die Gemeinde Luppa auf und wurde in die Gemeinde Radibor eingegliedert.

## Einwohnerentwicklung von Luppa
Der Wissenschaftler Arnošt Muka zählte 1884/85 in Luppa 143 Einwohner, von denen 131 Sorben waren. Ernst Tschernik ermittelte in der Gemeinde Luppa 1956 noch einen sorbischsprachigen Anteil von 41,2 % der Bevölkerung. Seitdem ist der Gebrauch des Sorbischen im Ort weiter zurückgegangen.
| Datum | Einwohner |
| ----- | --------- |
| 1834  | 124       |
| 1871  | 129       |
| 1890  | 153       |
| 1900  | 244       |
| 1910  | 323       |
| 1925  | 374       |
| 1939  | 609       |
| 1946  | 542       |
| 1950  | 612       |
| 1964  | 559       |
| 1990  | 453       |
| 2008  | 205       |

## Persönlichkeiten
Wolf Heinrich von Baudissin (1579–1646), kursächsischer General und Feldmarschall im Dreißigjährigen Krieg; geboren in Luppa